# Acianthera pariaensis
Acianthera pariaensis är en orkidéart som först beskrevs av Germán Carnevali och Gustavo Adolfo Romero, och fick sitt nu gällande namn av Germán Carnevali och Gustavo Adolfo Romero. Acianthera pariaensis ingår i släktet Acianthera och familjen orkidéer.
Artens utbredningsområde är Venezuela. Inga underarter finns listade i Catalogue of Life.